# Symmoca ponerias
Symmoca ponerias is een vlinder uit de familie dominomotten (Autostichidae). De wetenschappelijke naam is voor het eerst geldig gepubliceerd in 1905 door Walsingham.
Deze vlinder komt voor in Europa.